# 布莱恩·坎贝尔·克拉克
布莱恩·坎贝尔·克拉克（英語：Bryan Campbell Clarke，1932年6月24日—2014年2月27日）是一位英国遗传学家，諾丁漢大學榮譽退休教授，1982年当选英国皇家学会会士，2004年成为美国文理科学院外籍院士。